# 俄土战争
俄土戰争（羅馬化：Russko-turetskiye voyny），又稱俄鄂戰爭（土耳其語：Osmanlı-Rus savaşları），是指16世纪至20世纪間俄國（包含俄罗斯沙皇国、俄罗斯帝国）及奥斯曼土耳其之间为争夺高加索、巴尔干半岛、克里米亚、黑海及沿岸等进行的系列战争。此外双方在第一次世界大战中的交战、土耳其在俄国内战中的干預通常也視為俄土战争。俄土之间的战争断断续续前后共长达300年，平均不到20年就有1次较大规模的战争。哈布斯堡君主國、法国、英国、波蘭立陶宛聯邦、罗马尼亚、保加利亞等国也先后参与其中。战争的结果是俄国在一次又一次的戰爭中漸漸扩大了疆土，土耳其逐渐衰落。
| 名稱                                             | 年份          | 主要盟友                                  | 結果       |
| ------------------------------------------------ | ------------- | ----------------------------------------- | ---------- |
| 第一次俄土戰爭                                   | 1568年—1570年 | 無                                        | 俄國勝利   |
| 第二次俄土戰爭                                   | 1676年—1681年 | 無                                        | 無定論     |
| 第三次俄土戰爭 （大土耳其戰爭的一部分）          | 1686年—1700年 | 哈布斯堡君主國（俄） 波蘭立陶宛聯邦（俄） | 俄國勝利   |
| 第四次俄土戰爭 （大北方戰爭的一部分）            | 1710年—1711年 | 瑞典帝國（土）                            | 鄂圖曼勝利 |
| 第五次俄土戰爭                                   | 1735年—1739年 | 哈布斯堡君主國（俄）                      | 無定論     |
| 第六次俄土戰爭                                   | 1768年—1774年 | 無                                        | 俄國勝利   |
| 第七次俄土戰爭                                   | 1787年—1792年 | 哈布斯堡君主國（俄）                      | 俄國勝利   |
| 第八次俄土戰爭                                   | 1806年—1812年 | 無                                        | 俄國勝利   |
| 第九次俄土戰爭                                   | 1828年—1829年 | 無                                        | 俄國勝利   |
| 克里米亞戰爭 （第十次俄土戰爭）                  | 1853年—1856年 | 法蘭西帝國（土） 大英帝國（土）           | 鄂圖曼勝利 |
| 第十一次俄土戰爭                                 | 1877年—1878年 | 羅馬尼亞聯合公國（俄）                    | 俄國勝利   |
| 第一次世界大戰 - 高加索戰役 （第十二次俄土戰爭） | 1914年—1918年 | 德意志帝國（土） 奧匈帝國（土）           | 鄂圖曼勝利 |